# Adnan Farhan Abd Al Latif
Adnan Farhan Abdul Latif (27 de diciembre de 1975 - 8 de septiembre de 2012), también conocida como Allal Ab Aljallil Abd al Rahman, fue un ciudadano yemení encarcelado en la prisión militar de EE. UU. en Guantánamo, Cuba, desde enero de 2002 hasta su muerte en custodia.

## Captura y detención
Adnan Latif estuvo en un accidente automovilístico en 1994, durante la cual sufrió importantes lesiones en la cabeza, que lo dejó con el curso del tiempo problemas neurológicos. Latif dijo que viajó desde Yemen a Pakistán en agosto de 2001 para recibir tratamiento médico, mientras que el gobierno los EE. UU. alegó que fue allí para recibir entrenamiento militar de los afiliados de al Qaeda. Fue capturado en diciembre de 2001 en la frontera de Pakistán/Afganistán en una redada generalizada de los árabes, y llevado a la prisión de Guantánamo en enero de 2002.

## Procedimientos judiciales y cuasi-judiciales
Inmediatamente después de su encarcelamiento, Latif y los prisioneros de Guantánamo generalmente se les impidió presentar peticiones de habeas corpus a causa de la doctrina del presidente George W. Bush de que por "la guerra contra el terrorismo" los detenidos no estaban cubiertos por los Convenios de Ginebra, y por lo tanto podrían ser retenidos indefinidamente sin cargos y sin un examen abierto y transparente de las justificaciones para su detención. En junio de 2004, la Corte Suprema de Estados Unidos dictaminó, en Rasul v. Bush, que los cautivos de Guantánamo tenían habeas corpus de derechos básicos, que se le informe y se deja tratar de refutar las alegaciones que justifiquen su detención.
Abogados de Latif, Marc D. Falkoff y David Remes interpusieron una petición de habeas corpus en su favor en 2004.
Tras la sentencia del Tribunal Supremo Rasul, en julio de 2004 el Departamento de Defensa estableció sus Tribunales de Revisión del Estatuto de Combatiente (CSRT). Los estudiosos de la Institución Brookings, dirigidos por Benjamin Wittes, serían más tarde, en 2008, la lista de detenidos que siguen en Guantánamo y las denuncias de esos tribunales contra ellos. Las acusaciones fueron las siguientes en relación con Adnan Latif: el ejército alegó que él era un luchador de al Qaeda y operativo, que fue a Afganistán a la yihad, que "... tomó entrenamiento militar o terrorista en Afganistán ", y que"... se enfrentaron a los talibanes". Otras acusaciones eran que su nombre o alias se habían encontrado "en el material incautado en allanamientos a casas de seguridad y las instalaciones de Al Qaeda", y que se desempeñó en el equipo de seguridad de Osama Bin Laden. Las audiencias de revisión de estado CSRT anuales se celebraron en 2004, 2005, 2006 y 2007, y hay pruebas de que Latif cursó sus audiencias de 2004, 2005 y 2007.

## Muerte
El 10 de septiembre de 2012, Latif murió en Guantánamo. Se encontraba allí durante 10 años, 7 meses y 25 días, después de llegar el 17 de enero de 2002. El 10 de septiembre, las autoridades del campo informaron a la prensa que una persona detenida en las celdas de castigo del Campamento cinco lo habían encontrado muerto a principios de la tarde del día, pero no reveló el nombre del detenido, y declaró que la causa de la muerte no era evidente.  Al siguiente día en se reconoció al prisionero Adnan Latif, y más tarde una autopsia militar informante, declaró el suicidio como causa de la muerte. No se esperaba que los resultados de una investigación completa de la Naval Criminal Investigative Service sean conocidos hasta en algún momento de 2013.
Antes de la publicación de la identidad de Latif, Wells Dixon, un abogado que ayudó a varios detenidos de Guantánamo con sus peticiones de habeas corpus, describió los sentimientos de desesperación de los cautivos, que atribuyó a los reveses judiciales recientes.

## Otras lecturas
- A death at Gitmo  Adnan Latif's case shows the need to end our Guantanamo experiment. - OP-ED by Marc Falkoff published in the Los Angeles Times.
- Statement of lawyers representing Adnan Farhan Abdul Latif Archivado el 25 de septiembre de 2012 en Wayback Machine. September 11, 2012
- The death of Adnan Farhan Abdul Latif